# Małgorzata Dłużewska
Małgorzata Dłużewska   (Koronowo, 11 de març de 1951) és una remadora polonesa, ja retirada, que va competir durant les dècades de 1970 i 1980.
El 1980 va prendre part en els Jocs Olímpics d'Estiu de Moscou on, formant parella amb Czeslawa Koscianska, va guanyar la medalla de plata en la prova del dos sense timoner del programa de rem. En el seu palmarès també destaca una medalla de plata i una de bronze al Campionat del món de rem.
És la mare de la també remera Marty Wieliczko.